# Margaret Murray
Margaret Alice Murray (Calcuta, Índia, 13 de juliol de 1863 - Welwyn, Hertfordshire, 13 de novembre de 1963) va ser una antropòloga britànica prominent i una egiptòloga. Investigà a Menorca les restes megalítiques de l'illa, en el que fou la primera excavació científica d'un jaciment menorquí.
Fou ben coneguda en cercles acadèmics per les seues contribucions en egiptologia i l'estudi del folklore que la va conduir a teoritzar sobre una religió europea pagana precristiana que va girar al voltant del Déu Cornut.

## Biografia
Margaret Alice Murray va néixer a Calcuta (Índia) el 1863, filla d'un comerciant ric anglès i d'una dona amb una forta convicció moral, i durant la seva adolescència va treballar d'infermera a l'Hospital General de Calcuta. Com a conseqüència d'una forta epidèmia a la ciutat i de la mort del seu pare, es va traslladar a la ciutat de Madràs per fer-se càrrec del fill de la seva germana. Allà va ser on, arran d'un anunci de W. M. Flinders Petrie en què publicitava classes d'escriptura jeroglífica, Margaret va decidir estudiar Egiptologia a la Universitat d'Oxford. Juntament amb el seu mentor, va treballar en diverses excavacions a Egipte, on va consolidar la seva carrera d'egiptòloga. Partint del seus treballs va participar en la British Association for the Advancement of Science (Associació Britànica per al Desenvolupament de la Ciència). El paper social de les dones durant la Primera Guerra Mundial va fer que la seva presència en altres països i excavacions quasi desaparegués i es va centrar en l'estudi del fenomen de la bruixeria a Europa. Tot i així, mai va deixar d'investigar la ciutat de Petra.

## Excavacions a Menorca
El 1923 visità Menorca en un viatge relacionat amb les seves excavacions a Malta. Entre el 1922 i el 1937 investigà allà les restes megalítiques de l'illa, en concret a Sa Torreta de Tramuntana, Trepucó i Biniatap, en una recerca encarregada pel Museu d'Etnologia de la Universitat de Cambridge. L'expedició estava constituïda per Edith Guest, que es feia càrrec de fotografia i plànols, Hilda Campion i John Vernon, ajudants de l'excavació, i Balakrishnan Nayar, encarregat del temple de Torreta. Murray hi estigué uns mesos, l'estiu del 1930 i el 1931, ajudada per Joan Flaquer i Fàbregues.
Els materials recollits s'estudiaren posteriorment a Londres i el resultat d'aquestes excavacions i estudis es va plasmar en tres llibres editats per la Universitat de Cambridge, patrocinadora d'aquestes importants investigacions: Cambridge Excavations in Minorca (1931-34). Murray tornaria a visitar Menorca el 1934, per conèixer l'illa del Llatzeret, i després, ja jubilada, el 1949.